# Francesc Xavier Marcet Mundó
Francesc Xavier Marcet Mundó, conegut com a Marcet, (Terrassa, Catalunya, 16 de novembre de 1928 - Barcelona, 13 d'octubre de 2016), era un jugador català de futbol, que va destacar per la seva qualitat a l'hora d'organitzar el joc. Va ser internacional amb la selecció catalana i amb la selecció espanyola.

## Trajectòria
Va iniciar-se al futbol al Jesuïtes de Tudela abans de jugar a l'Amateur del FC Barcelona. El 1945 se'n va anar a la Universitat de Deusto per a estudiar Ciències Econòmiques e hi va continuar desenvolupant la carrera futbolística.
Paral·lelament, la seva família es va traslladar per motius laborals a Castelló de la Plana. El president del CE Castelló, Ángel Alloza, va convèncer el pare de Marcet perquè jugués en el club. La seva formació acadèmica sempre va ser prioritària, el que va afectar que Marcet jugara pocs partits amb el Castelló. No obstant això, va significar la primera experiència del jove davanter en el futbol competitiu de la Segona divisió.
Amb 19 anys va accedir a fitxar pel Reial Madrid amb la condició que pogués continuar compaginant esport i estudis. Al conjunt madrileny no va tenir gaires possibilitats i, en acabar els estudis, va tornar a Barcelona i va fitxar pel RCD Espanyol.
Al club català va jugar d'interior. Hi va formar una davantera temible conjuntament amb Mauri, Arcas, Piquín i Egea, que va ser denominada la davantera de l'«Oxigen». Les seves bones actuacions com a blanc-i-blau el van portar a debutar amb la selecció espanyola el 17 de juny de 1951 davant Suècia.
Es va retirar del futbol d'elit als trenta anys per problemes físics i va desenvolupar una carrera com a executiu a diverses empreses. Tot i això va continuar lligat esporàdicament amb el món del futbol com a representant dels jugadors en la Federació Espanyola de Futbol o mitjançant la Fundació Marcet on, entre altres activitats dedicades als joves esportistes, va desenvolupar el Pla Marcet.